# 云南腹水草
云南腹水草（学名：Veronicastrum yunnanense）为玄参科腹水草属下的一个种。其种加词“yunnanense”意为“云南的”。